# Sawity
Sawity (deutsch Engelswalde) ist ein Ort in der polnischen Woiwodschaft Ermland-Masuren. Er gehört zur Stadt- und Landgemeinde Pieniężno (Mehlsack) im Powiat Braniewski (Kreis Braunsberg).

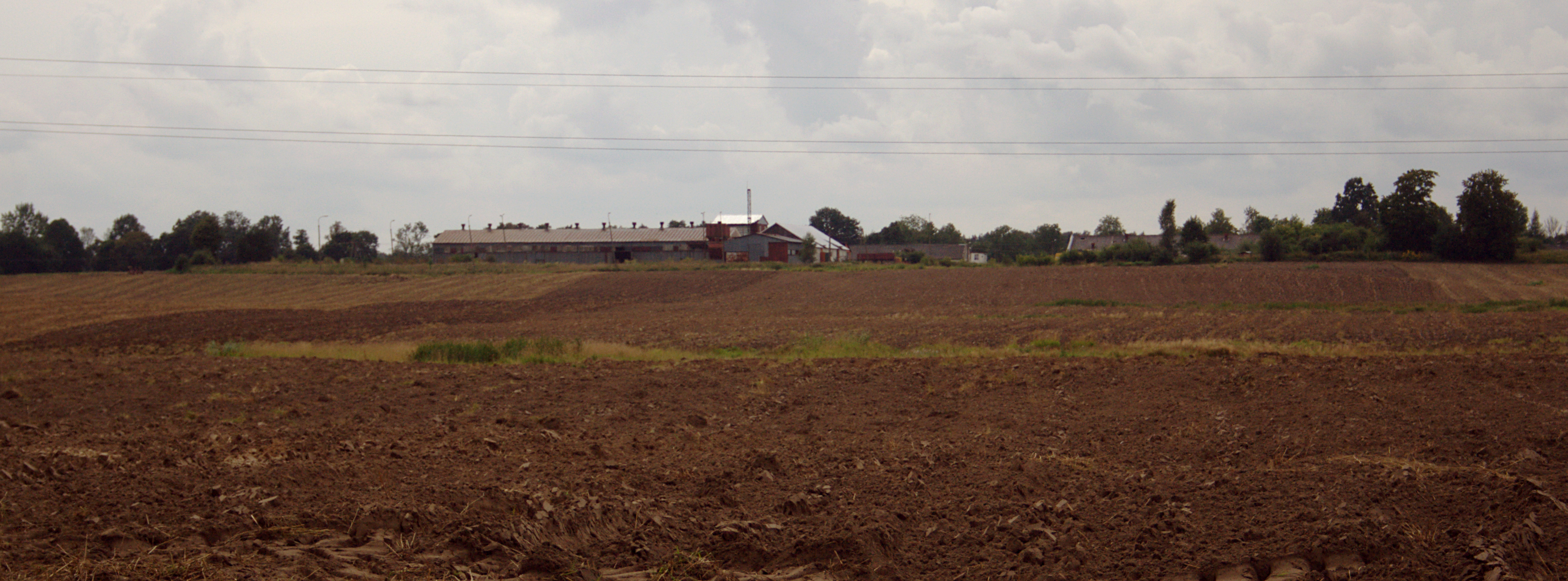
Ackerfläche bei Sawity

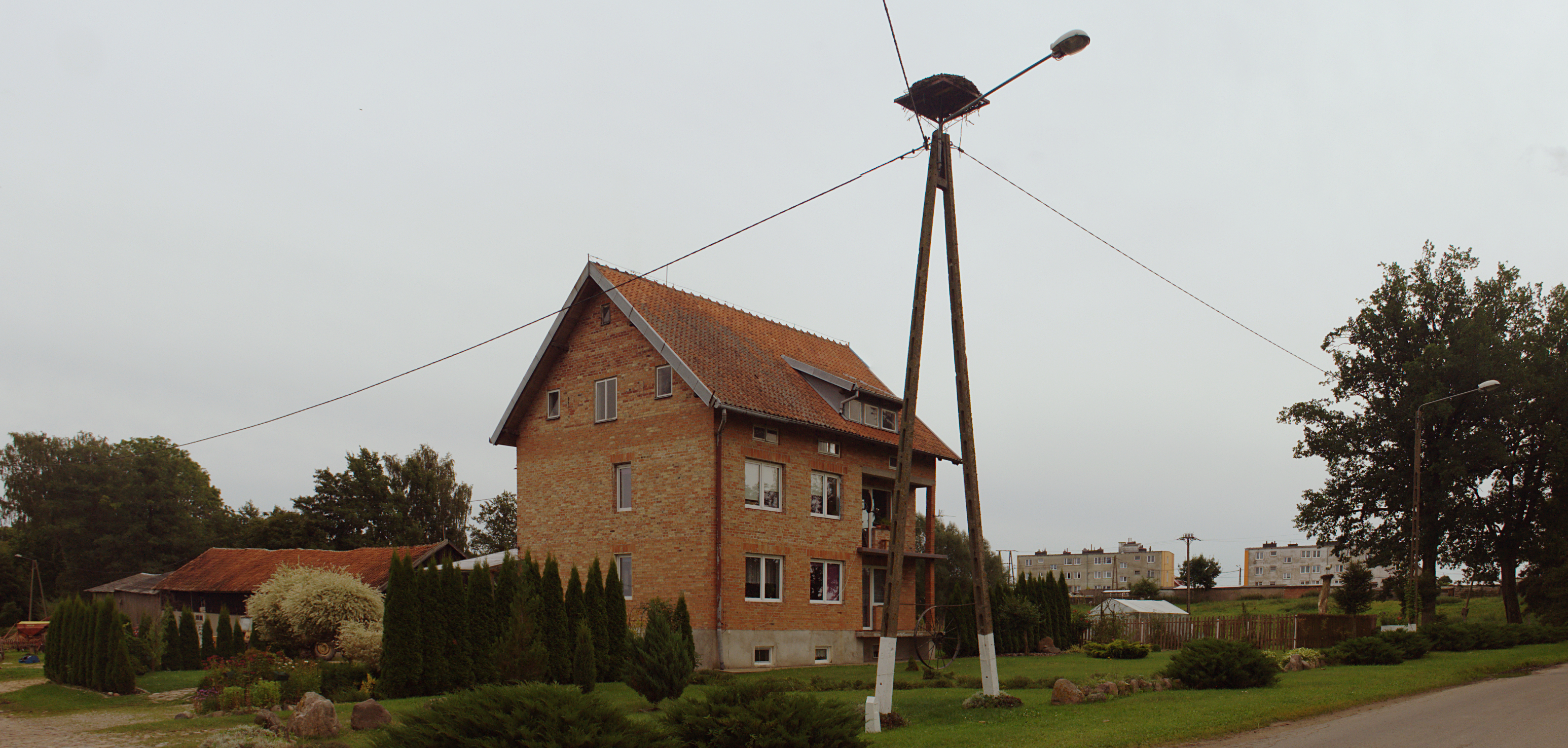
Storchennest in Sawity

## Geographische Lage
Sawity liegt im Nordwesten der Woiwodschaft Ermland-Masuren, 23 Kilometer südöstlich der Kreisstadt Braniewo (Braunsberg).

## Geschichte
Engelswald – nach 1820 Engelswalde – bestand aus einem Gut und ein paar Gehöften. Sowohl als Gutsbezirk als auch als Landgemeinde wurde das Dorf 1874 in den neu errichteten Amtsbezirk Peterswalde (polnisch Piotrowiec) im ostpreußischen Kreis Braunsberg, Regierungsbezirk Königsberg, aufgenommen. Im Jahre 1910 zählte Engelswalde 230 Einwohner, von denen 80 auf den Gutsbezirk und 150 auf die Dorfgemeinde entfielen.
Wurden am 14. Juni 1923 Teile des Gutsbezirks Engelswalde in die Landgemeinde umgegliedert, so folgte am 30. September 1928 der gesamte Gutsbezirk in die nun neu formierte Landgemeinde Engelswalde. Am 23. Mai 1929 vergrößerte sich diese Landgemeinde noch um Teile des Nachbarorts Layß (polnisch Łajsy), die nach hier umgegliedert wurden.
Im Jahre 1933 zählte die Gemeinde Engelswalde 212 Einwohner. Die Zahl verringerte sich bis 1939 geringfügig auf 205.
In Kriegsfolge wurde 1945 das gesamte südliche Ostpreußen an Polen abgetreten. Engelswalde erhielt die polnische Namensform „Sawity“ und ist heute eine Osada (= „Siedlung“) im Verbund der Gmina Pieniężno (Stadt- und Landgemeinde Mehlsack) im Powiat Braniewski (Kreis Braunsberg), von 1975 bis 1998 der Woiwodschaft Elbląg, seither der Woiwodschaft Ermland-Masuren zugeordnet. Im Jahre 2021 zählte Sawity 225 Einwohner.

## Religion
Engelswalde war und Sawity ist kein Kirchdorf. Die mehrheitlich römisch-katholische Bevölkerung gehörte und gehört zur Pfarrei St. Peter und Paul in Mehlsack (Pieniężno), die jetzt dem Erzbistum Ermland zugeordnet ist.
Auch die evangelischen Einwohner von Engelswalde waren bis nach Mehlsack in ihre dortige Pfarrkirche eingegliedert. Sie gehörte zur Kirchenprovinz Ostpreußen der Kirche der Altpreußischen Union. Seit 1945 gehören die evangelischen Bewohner Sawitys zur Diözese Masuren der Evangelisch-Augsburgischen Kirche in Polen.

## Verkehr

### Straße
Sawity liegt an der verkehrsreichen polnischen Woiwodschaftsstraße 507, die – hier auf der Trasse der einstigen deutschen Reichsstraße 142 – die Städte Dobre Miasto (Guttstadt), Orneta (Wormditt), Pieniężno (Mehlsack) und Braniewo (Braunsberg) miteinander verbindet. Eine von Żugienie (Sugnienen) über Gaudyny (Gauden) kommende Nebenstraße endet außerdem in Sawity.

### Schiene
Sawity liegt nördlich der PKP-Bahnstrecke Olsztyn Gutkowo–Braniewo mit der nächstgelegenen Bahnstation Żugienie, die vor 1997 noch nicht bestand, als dieselbe Bahnstrecke auch nur von Mehlsack nach Braunsberg verlief und Mehlsacks Bahnhof nächstliegend war.